# Оболенский, Георгий Васильевич
Князь Георгий Васильевич Оболе́нский (1826—1886) — юрист по образованию, генерал-лейтенант Русской императорской армии, состоявший при принце Петре Георгиевиче Ольденбургском, а впоследствии при сыне его — принце Александре Петровиче Ольденбургском, смоленский губернский предводитель дворянства.

## Биография

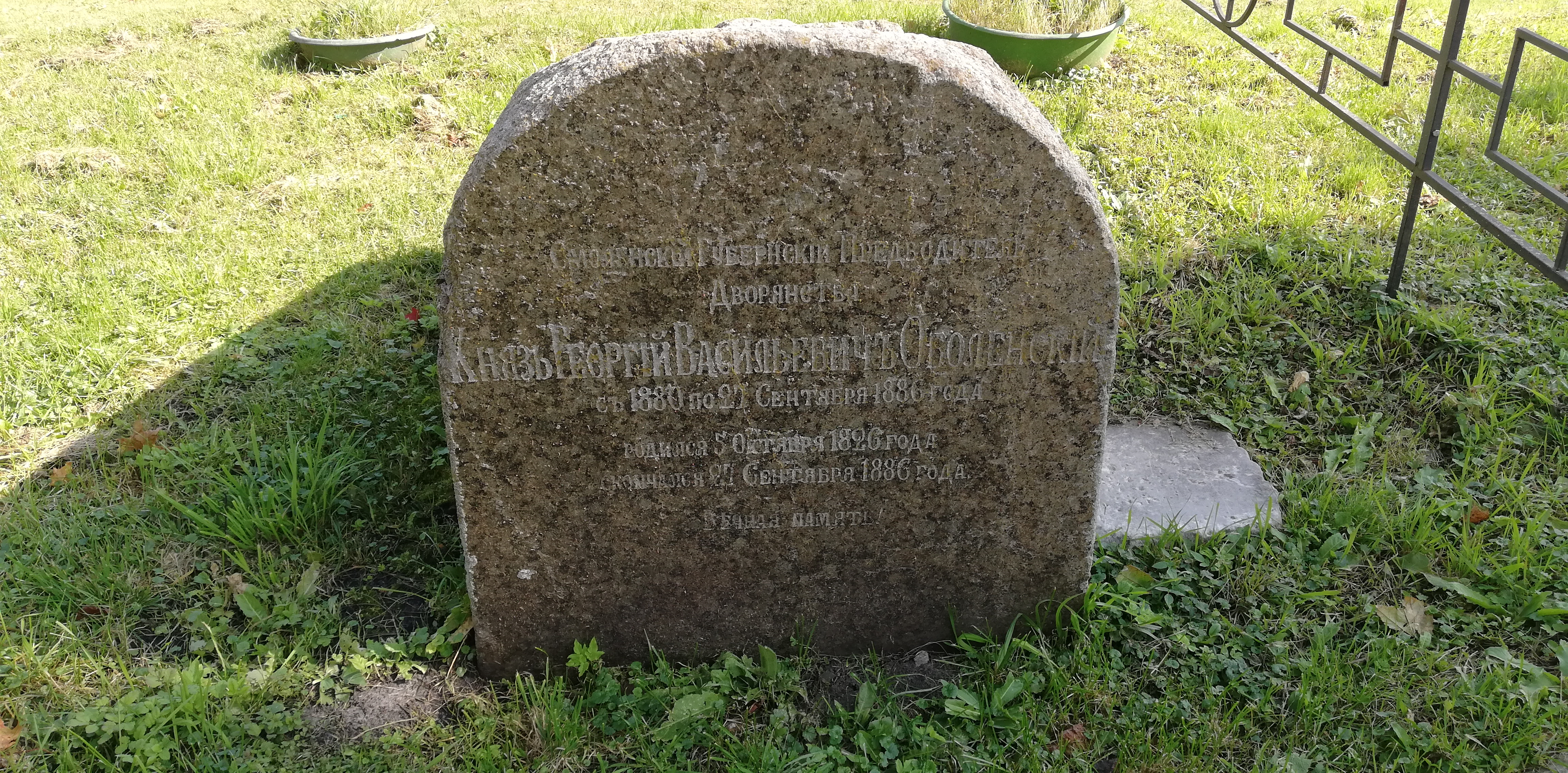
Могильная плита Георгия Васильевича Оболенского рядом с Церковью Николая Чудотворца в деревне Ольхи Юхновского района Калужской области.

Георгий Оболенский получил образование в Императорском училище правоведения, по окончании которого в 1849 году начал службу по Министерству юстиции Российской империи; однако его гражданская служба продолжалась всего лишь четыре года.
В 1853 году, с началом Крымской войны, он переходит в военную службу унтер-офицером в резервный эскадрон Павлоградского гусарского полка и добивается назначения ординарцем в штаб Южной армии. Здесь начинается его боевая деятельность, перешедшая в Севастополь с началом осады города. В Севастополе он состоял при начальнике севастопольского гарнизона князе В. И. Васильчикове, что давало Оболенскому широкую возможность выказать свои способности с самой хорошей стороны. Во время осады Севастополя он был произведен за отличие в корнеты и награждён орденами Святой Анны 3-й степени и Святого Владимира 4-й степени с мечами, а в конце осады был произведён командованием в поручики.
Открывшиеся во время Крымской войны злоупотребления в Крымской и Южной армиях вызвали, по заключению мира, высочайше учреждённую комиссию для их расследования. Князь Георгий Васильевич Оболенский был призван принять участие в работах этой комиссии в качестве состоящего при её председателе князе Васильчикове, причём как юрист он оказал комиссии значительные услуги. По окончании действия этой комиссии князь Оболенский был переведён в лейб-гвардии Гусарский полк и назначен состоять при принце Петре Георгиевиче Ольденбургском, а впоследствии при сыне его — принце Александре Петровиче Ольденбургском.
В 1864 году князь Оболенский был произведён в полковники, а спустя восемь лет в генерал-майоры. Почти одновременно с этим он был избран почётным мировым судьей Юхновского уезда Смоленской губернии и таким образом его деятельность в качестве юриста снова возобновилась.
В 1882 году князь Г. В. Оболенский был произведен в генерал-лейтенанты и был избран губернским предводителем дворянства Смоленской губернии. Должность эту он занимал до самой своей смерти, продолжая по-прежнему состоять и при Е. В. принце Александре Петровиче Ольденбургском.
Князь Оболенский имел ордена до ордена Белого Орла включительно.
Князь Георгий Васильевич Оболенский умер 27 сентября 1886 года в городе Смоленске.